# Sida harleyi
Sida harleyi är en malvaväxtart som beskrevs av Antonio Krapovickas. Sida harleyi ingår i släktet sammetsmalvor, och familjen malvaväxter. Inga underarter finns listade i Catalogue of Life.